# Shahid Bhagat Singh Nagar
Shahid Bhagat Singh Nagar är ett distrikt i Indien.   Det ligger i delstaten Punjab, i den norra delen av landet, 300 km norr om huvudstaden New Delhi. Antalet invånare är 612 310. Arean är 1,3 kvadratkilometer. Shahid Bhagat Singh Nagar gränsar till Kapurthala.
Terrängen i Shahid Bhagat Singh Nagar är mycket platt.
Följande samhällen finns i Shahid Bhagat Singh Nagar:
- Nawāshahr
- Banga
- Bālāchor
- Rāhon